# Schloss Flers (Villeneuve-d’Ascq)

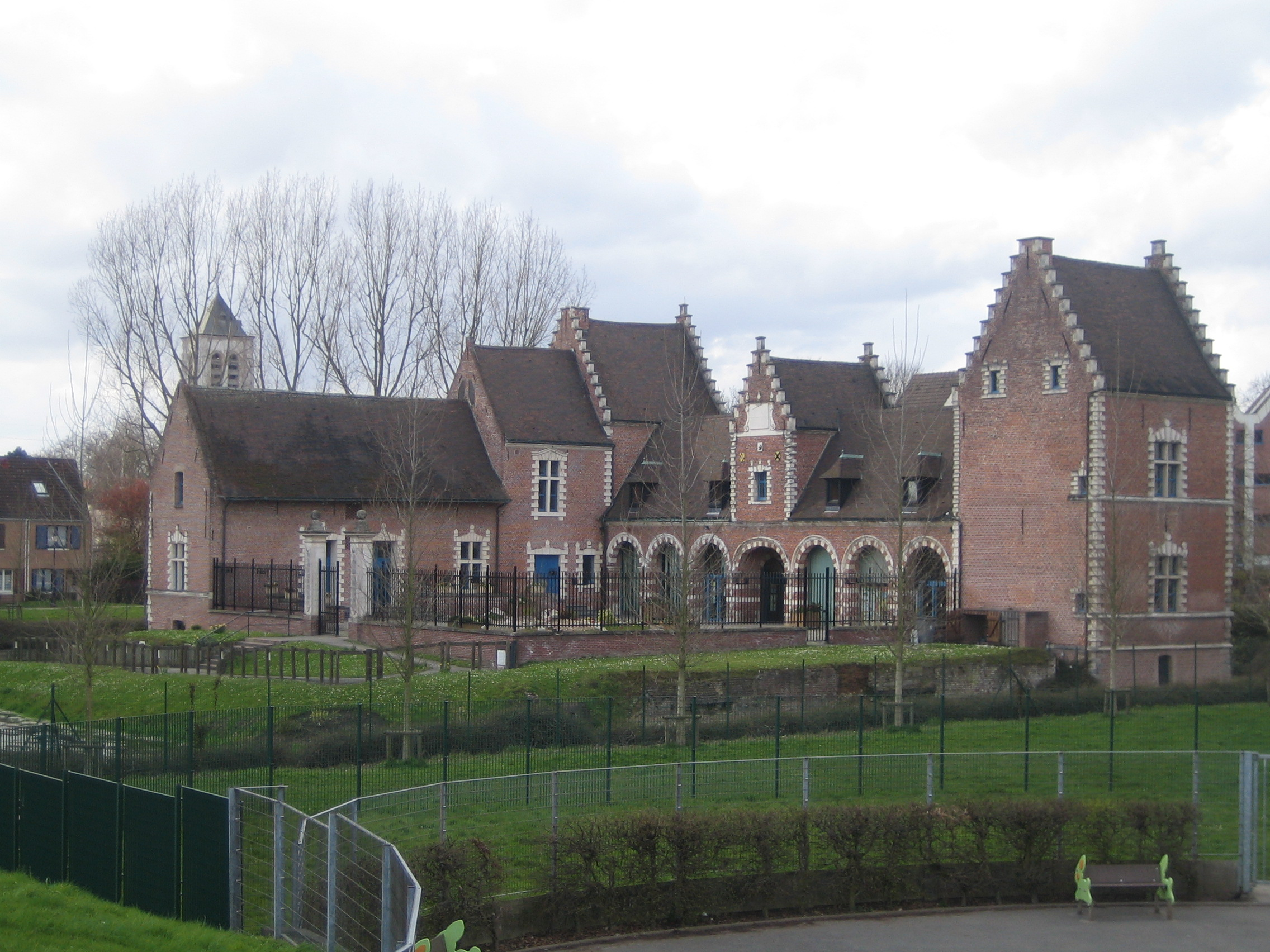
Schloss Flers von Südosten

Das Schloss Flers (französisch Château de Flers) ist ein französisches Schloss im Stil der flämischen Architektur des 17. Jahrhunderts, das in Villeneuve-d’Ascq im Département Nord steht. Es ist Sitz des Fremdenverkehrsamts der Stadt und beherbergt ein Museum. Der Name des Schlosses bezieht sich auf das Dorf Flers-lez-Lille, das in der Nähe liegt.

## Geschichte

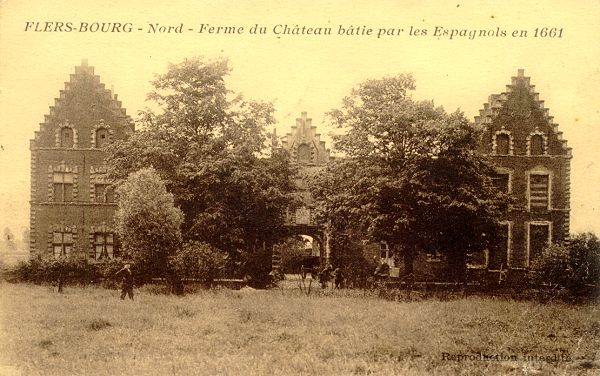
Schloss Flers um 1900

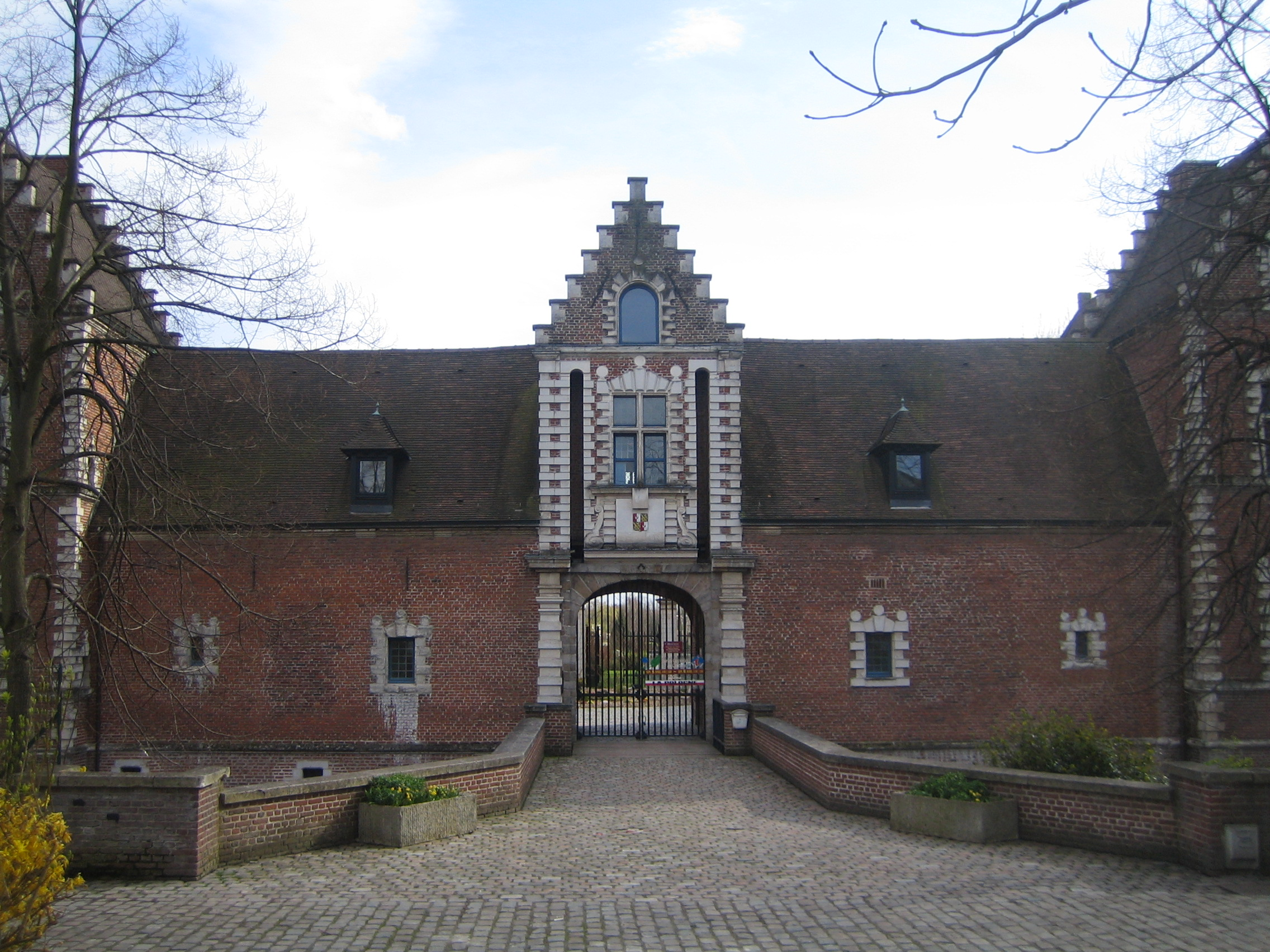
Eingang des Schlosses

Der Bau des Schlosses Flers wurde 1661 beendet. Von 1667 bis 1747 gehörte es der Familie Dekessel, den Lehnsherren von Flers. Im Jahr 1747 erhielt Philippe André de Baudequin, Lehnsherr von Sainghin, das Gebiet von Flers und das Schloss von seinem Vetter Dekessel. Marie-Claire-Josephe de Baudequin heiratete den Grafen Ladislas de Diesbach. Als seine Frau in 1791 starb, übernahm er das Schloss und wurde der letzte Lehnsherr von Flers.
Im Jahr 1787 wurde das Schloss baulich verändert: Die Mittelpfosten der Fenster wurden entfernt, Kassettendecken ersetzten die französischen Decken, und neue Kamine wurden eingebaut. Eine neue Zugbrücke, die noch heute existiert, ersetzte einen Vorgänger. Auch der Arkadengang stammt aus dieser Zeit.
Während der Französischen Revolution wanderten die damaligen Schlossbewohner (zwei Tanten des Grafen) aus und kehrten in die Schweiz zurück. Das Schloss wurde dem ehemaligen Gärtner anvertraut. Im Jahr 1937 kaufte es Paul Delesalle-Dewas von der Familie von Diesbach.
Im Januar 1951 wurde das Schloss als Monument historique eingetragen. Der französische Staat erwarb Schloss Flers im Jahr 1969. Vier Jahre später kaufte es der Gemeindeverbund und 1986 schließlich die Stadt Villeneuve-d’Ascq. Eine anschließende Restaurierung dauerte bis 1991.

### Heutige Nutzung
Seit Abschluss der Restaurierungsarbeiten beherbergt das Gebäude das Fremdenverkehrsamt und andere städtische Dienste. Vier Räume im Untergeschoss werden zudem von einem Museum genutzt. Dieses zeigt Ausstellungen zur archäologischen Themen sowie zur lokalen Geschichte und der regionalen Ethnografie.